# Дрвена кашика
Дрвена кашика је кухињска алатка која се користи при припремању хране.

## Употреба
Прве кашике које су коришћене за јело правиле су се од дрвета и шкољки, а касније су прављене и од метала.
Данас се дрвене кашике најчешће користе у припремању хране. Дрвене кашике за разлику од металних не проводе топлоту, тако да њихова дршка остаје хладна и када се кашика дуже времена налази у врућој супи или сосу.
Металним кашикама се могу оштетити посуде у којима се припрема храна, док је са дрвеним кашикама могућност оштећења посуђа много мања. Ово се односи и на осјетљиве састојке у храни.
Дрвене кашике су такође удобније за држање, јер им дршке нису оштре него заобљене.
Постоји веровање да мед треба јести дрвеним или пластичним, а никако металним кашикама. Ово је оправдано само код матичног млеча, који садржи аминокиселине које се у контакту са металом разграђују.
Недостатак дрвене кашике у односу на металну је што се теже чисти, односно може да упије неке супстанце које се прањем тешко уклањају.

## Симболизам

### Љубавна кашика
Ручно изрезбарене дрвене кашике користиле су се у Велсу као љубавни поклон и називане су љубавним кашикама. На њима су били изрезбарени разни симболи од којих је сваки имао различито значење. 

### У спорту
Дрвена кашика се у неким спортовима додељује тиму који заузме последње место на такмичењу. Тако, рецимо, на рагби турниру Шест нација последњепласирана репрезентација добија дрвену кашику.